# 泰尔塞
泰尔塞（法語：Tercé，法語發音：[tɛʁse]）是法国新阿基坦大区维埃纳省的一个市镇，属于普瓦捷区。

## 地理
泰尔塞（46°31'0"N, 0°33'50"E）面积23.53 平方千米，位于法国新阿基坦大区维埃纳省，该省份为法国中西部省份，北起曼恩-卢瓦尔省和安德尔-卢瓦尔省，西接德塞夫勒省，南至夏朗德省，东南接上维埃纳省，东临安德尔省。
与泰尔塞接壤的市镇（或旧市镇、城区）包括：弗勒雷、普耶、圣瑞利安拉尔、瓦尔迪维耶讷、萨维尼莱韦斯科。

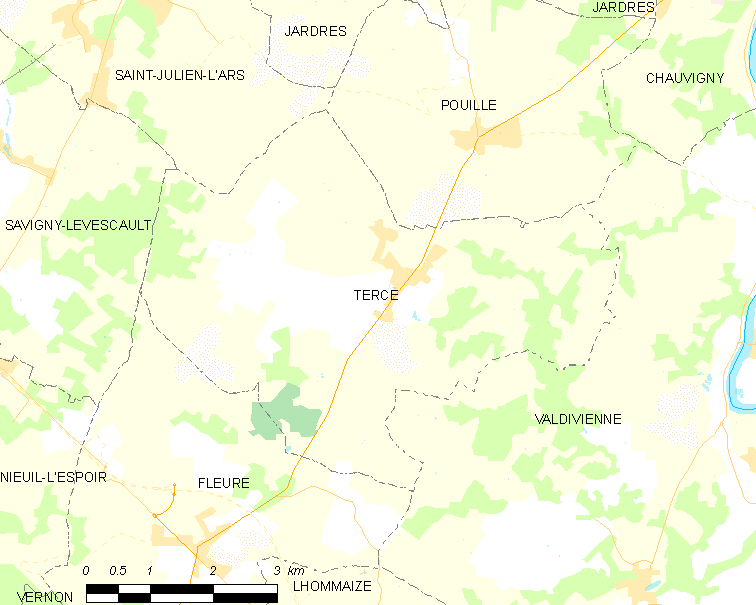
泰尔塞的OSM定位图

泰尔塞的时区为UTC+01:00、UTC+02:00（夏令时）。

## 行政
泰尔塞的邮政编码为86800，INSEE市镇编码为86268。

## 政治
泰尔塞所属的省级选区为普瓦图地区沙斯讷伊县。

## 人口

1962-2008年间泰尔塞人口变化图示

泰尔塞于2022年1月1日时的人口数量为1134人。